# Casillas (Ávila)
Casillas egy község Spanyolországban, Ávila tartományban. Casillas Santa María del Tiétar, Rozas de Puerto Real, El Tiemblo, El Barraco és Sotillo de la Adrada községekkel határos. Lakosainak száma 669 fő (2024).

## Népesség
A település népessége az utóbbi években az alábbiak szerint változott:
| Lakosok száma | 807  | 823  | 815  | 853  | 841  | 721  | 672  | 638  | 646  | 669  |
|               | 2001 | 2004 | 2006 | 2009 | 2011 | 2014 | 2016 | 2019 | 2021 | 2024 |